# Seefeld, Oberbayern
Seefeld är en kommun och ort i Landkreis Starnberg i Regierungsbezirk Oberbayern i förbundslandet Bayern i Tyskland.  Seefeld består av kommundelarna Oberalting-Seefeld, Hechendorf am Pilsensee och Meiling.

## Invånarantal
- 1970 – 3 897
- 1987 – 5 820
- 2000 – 6 742